# Teatro Edderkoppen

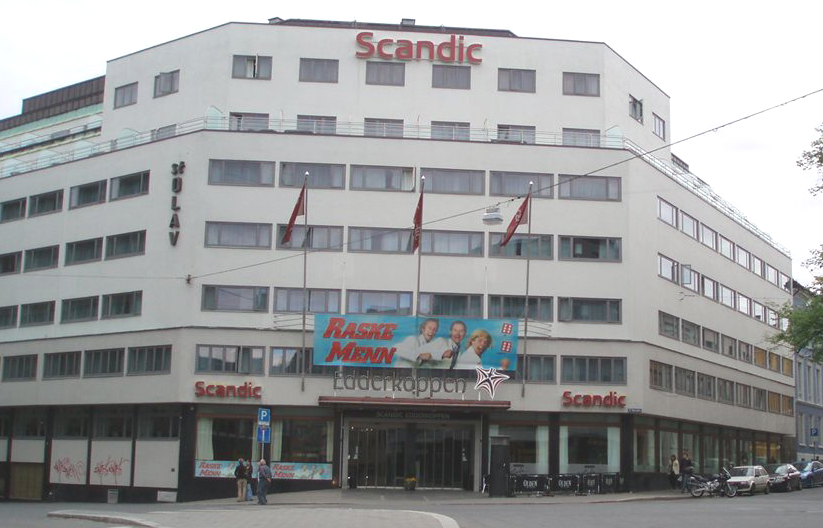
Teatro Edderkoppen

El Teatro Edderkoppen es un teatro ubicado en St. Olavs Plass en Oslo, Noruega. El teatro es conocido por su variado entretenimiento, que abarca desde comedias hasta espectáculos musicales. Desde 1967 hasta 2003 se llamó teatro ABC. Desde 2016, se conoce como Edderkoppen Scene.

## Historia
El teatro se inauguró el 3 de septiembre de 1942 en un lugar diferente. Resultó que el auditorio del teatro era demasiado pequeño, y en 1945 se trasladó a St. Olavs Plass. Einar Schanke (1927–1992) asumió el cargo de director y productor teatral en 1967, y el teatro cambió su nombre a teatro ABC. Sin embargo, el teatro mantuvo sus tradiciones bajo la gestión de Schanke. En 1992, Schanke murió, y Tom Sterri, Ketil Aamodt y Anders Moland asumieron el control.
En 1999, el teatro fue destruido por una poderosa explosión. Una empresa inmobiliaria que poseía un hotel cercano compró la propiedad. La empresa se comprometió al mismo tiempo a reconstruir el teatro. En otoño de 2003, la reconstrucción había terminado, y el teatro recuperó su nombre original, Edderkoppen. En diciembre de 2014, la propiedad transfirió las operaciones a Scandic Hotels y, después de una extensa renovación, se inauguró el escenario en mayo de 2016 con un nuevo nombre: Edderkoppen Scene.
El nuevo edificio tiene 600 asientos y ofrece entretenimiento, comidas y alojamiento, todo en el mismo edificio. También es un lugar popular para conferencias y eventos.

## Producciones: 2003-2008
- 2003: På nett med byen
- 2004: På nett med byen
- 2004: Joe Labero: Expect the unexpected
- 2004: Elling og Kjell Bjarne
- 2004: 80-tallet Beat for beat
- 2004: No e dde jul igjen
- 2005: På rad og rike
- 2005: Boogie Nights
- 2005: Raske Menn: The Fast Show
- 2005: Tommy og Jan Werner - The Show
- 2005: No e dde jul igjen
- 2006: Raske Menn: The Fast Show
- 2006: Ladies Night
- 2006: Ole Paus og Lill Lindfors: En juleforestilling
- 2006: A merry little christmas
- 2007: Ladies Night
- 2007: Hair
- 2007: Bettan og Bøfjerdingan
- 2007: Dansefeber sceneshow
- 2007: Fanget på nettet
- 2007: Ylvis III
- 2008: Sound of Music